# Alfred Owoc

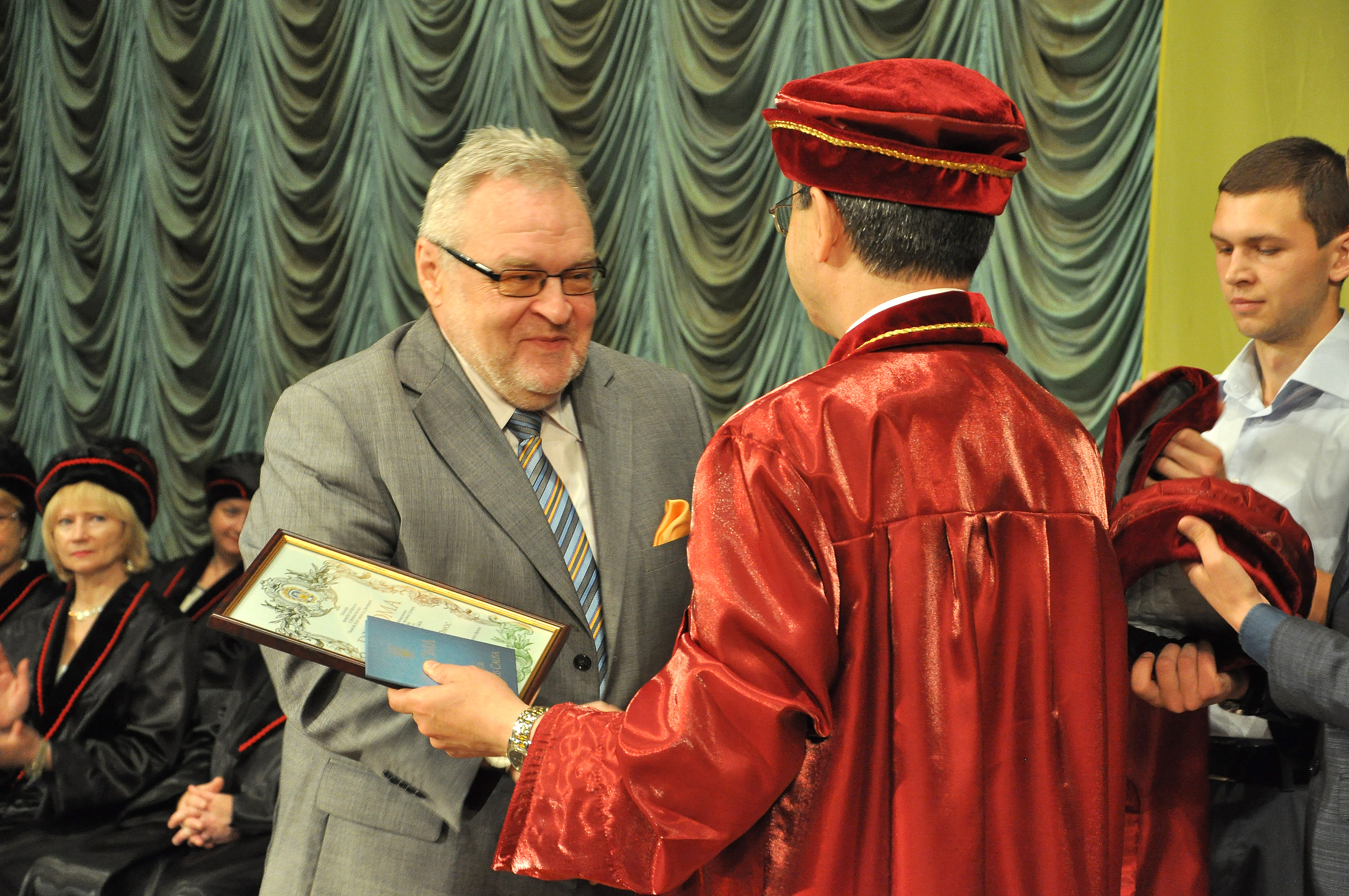
Rektor Narodowego Uniwersytetu Medycznego w Tarnopolu Mychajło Korda wręcza tytuł honorowego profesora Alfredowi Owocowi

Alfred Antoni Owoc (ur. 7 czerwca 1955 w Zielonej Górze) – polski polityk, lekarz i nauczyciel akademicki, profesor nauk medycznych, poseł na Sejm III i IV kadencji, rektor Lubuskiej Wyższej Szkoły Zdrowia Publicznego w Zielonej Górze.

## Życiorys

### Wykształcenie i działalność zawodowa
Ukończył w 1980 studia na Wydziale Lekarskim Akademii Medycznej w Poznaniu. W 1980 podjął pracę jako lekarz w Sulechowie. W 1999 uzyskał stopień doktora habilitowanego nauk medycznych. 15 kwietnia 2015 prezydent RP nadał mu tytuł naukowy profesora nauk medycznych.
Sprawował funkcję rektora Lubuskiej Wyższej Szkoły Zdrowia Publicznego w Zielonej Górze. Pracował na stanowisku profesora na Wydziale Nauk Przyrodniczych Uniwersytetu Szczecińskiego, na Uniwersytecie Zielonogórskim i w Instytucie Medycyny Wsi im. Witolda Chodźki w Lublinie. Wykładał również m.in. na Uniwersytecie Medycznym w Lublinie. W okresie rządu Leszka Millera pełnił funkcję konsultanta krajowego w dziedzinie zdrowia publicznego. Został też profesorem w Wyższej Szkole Zawodowej w Gorzowie Wielkopolskim.
Członek Polskiego Towarzystwa Lekarskiego, powołany na prezesa Polskiego Towarzystwa Medycyny Społecznej i Zdrowia Publicznego. W 2016 otrzymał tytuł honorowego profesora Narodowego Uniwersytetu Medycznego w Tarnopolu.

### Działalność publiczna
Należał do Polskiej Zjednoczonej Partii Robotniczej, w 1984 był wśród założycieli Ogólnopolskiego Porozumienia Związków Zawodowych. Od 1997 do 2005 sprawował mandat posła III i IV kadencji z ramienia Sojuszu Lewicy Demokratycznej z okręgów zielonogórskich: nr 52 i nr 8.
W 2000 był uczestnikiem kolizji drogowej. Przybyłych policjantów według ich relacji zapewniał, że wyczuwalna woń alkoholu pochodzi od użytego płynu do spryskiwacza. W 2003 został usunięty z klubu parlamentarnego SLD po aferze z głosowaniem na „cztery ręce”. Został później członkiem klubu (a następnie koła) Unii Pracy. Bezskutecznie kandydował w 2005 do Senatu z własnego komitetu i w 2010 oraz 2014 do sejmiku lubuskiego z ramienia SLD. W 2011 władze wojewódzkie SLD rekomendowały go do startu do Senatu, jednak ostatecznie nie znalazł się wśród kandydatów.